# تيماتي
تيماتي واسمه الحقيقي «تيمور اٍلدارفيتش يونوساف» (الروسية: Тиму́р Ильда́рович Юну́сов) (ولد في 15 أغسطس 1983، موسكو)، وهو مغني موسيقى هيب هوب و منتج موسيقي و ممثل 

## السيرة
ولد في 15 أغسطس 1983 في موسكو في عائلة يهودية تتارية من الأثرياء في عام 2004 شارك في البرنامج التلفزيوني الروسي «مصنع النجوم 4». أسس مع مجموعة من الفنانين الشباب مجموعة (Timati Black Star Records) في عام 2006 ، أصدر البوم منفرد لأول مرة Timati Black Star. أسس شركة إنتاج Black Star Inc

## روابط خارجية
- تيماتي على موقع IMDb (الإنجليزية)
- تيماتي على موقع ميوزك برينز (الإنجليزية)
- تيماتي على موقع ديسكوغز (الإنجليزية)
- تيماتي على موقع ديسكوغز (الإنجليزية)
- تيماتي على موقع ديسكوغز (الإنجليزية)
- تيماتي على موقع قاعدة بيانات الفيلم (الإنجليزية)
- تيماتي على موقع كينوبويسك (الروسية)